# Märkische Schweiz

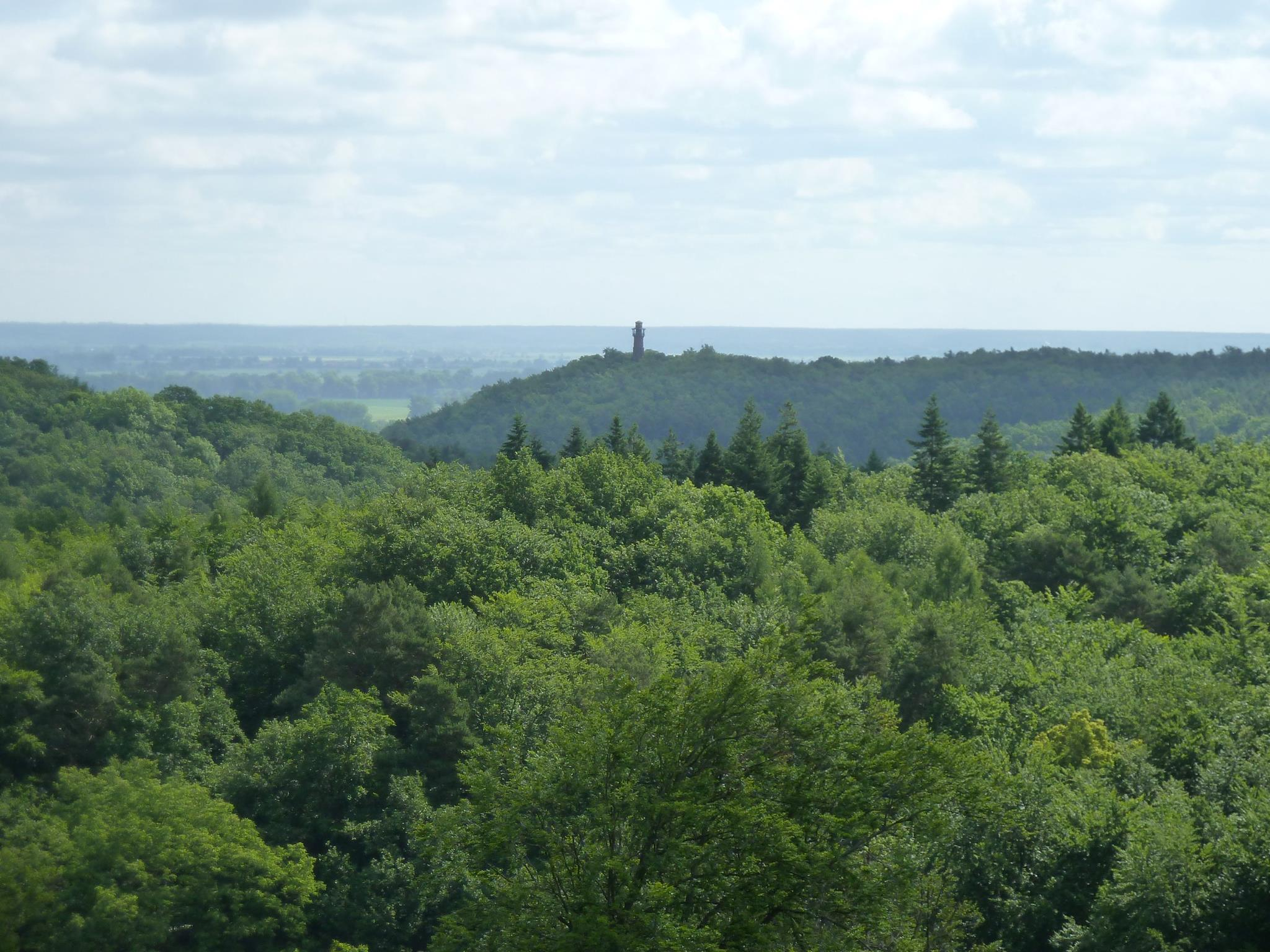
Aufgenommen vom Schanzenturm in Bad Freienwalde (Oder) mit Blick ins Oderbruch

Die Märkische Schweiz ist ein Hügelland im Landkreis Märkisch-Oderland im Bundesland Brandenburg (Deutschland).

## Geographie

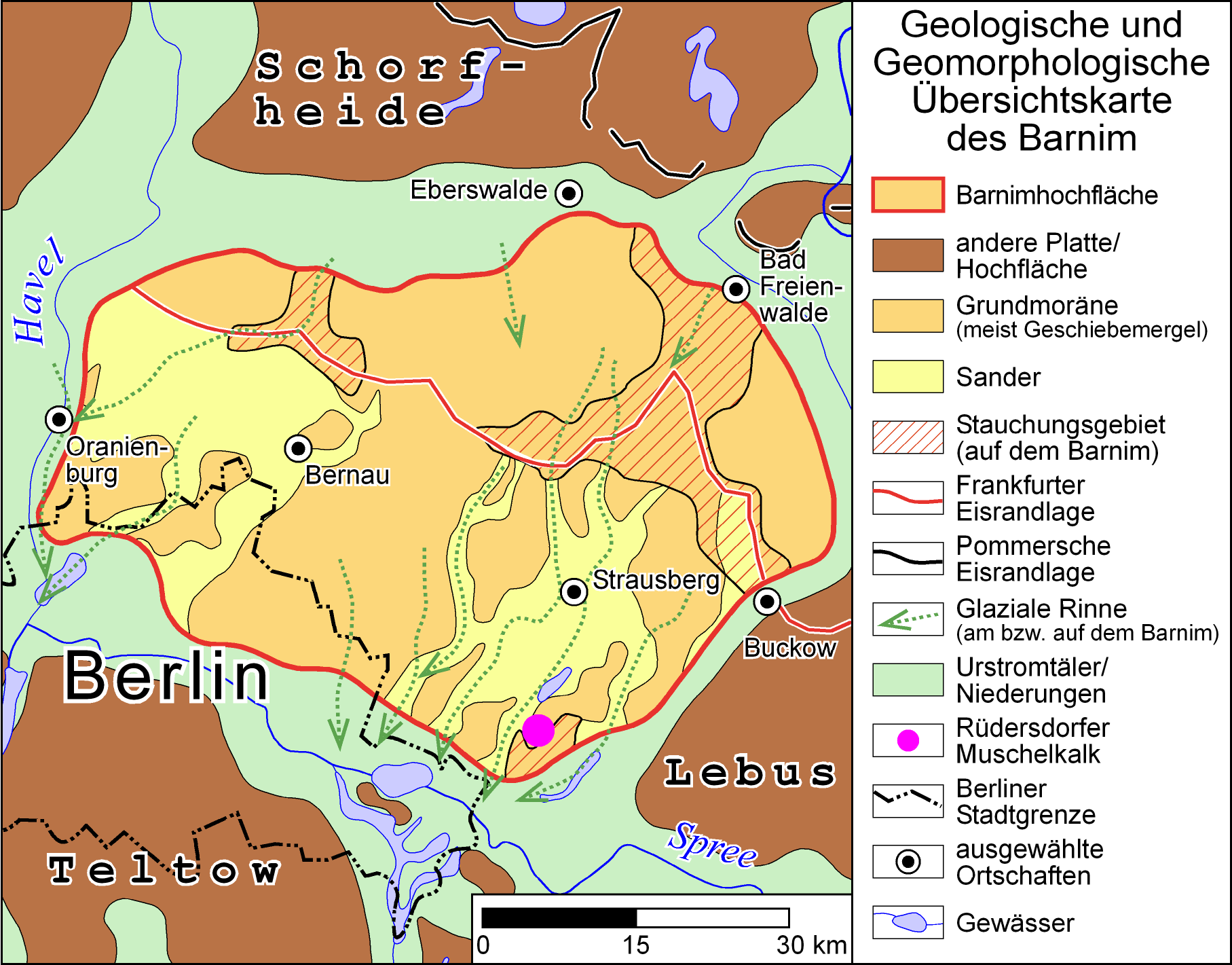
Die hier dargestellten Stauchungsgebiete auf dem Hohen Barnim bilden die Märkische Schweiz.

Die Märkische Schweiz liegt knapp 30 km nordöstlich von Berlin auf der Hochfläche des Barnim. Das Landschaftsrelief wurde in den Eiszeiten geformt.
Die Märkische Schweiz ist teilweise als rund 205 km² großer Naturpark Märkische Schweiz ausgewiesen, wobei dessen Fläche nicht die gesamte Märkische Schweiz darstellt. Der Naturpark umfasst vor allem die südlich gelegenen Bereiche um Buckow, nicht jedoch die zentralen und nördlichen Bereiche um Bad Freienwalde (Oder). Im Gebiet des Naturparks gibt es mehrere Landschaftsschutz- und Naturschutzgebiete. Im Norden, bei Bad Freienwalde (Oder) und Falkenberg, grenzt die Märkische Schweiz direkt an das Biosphärenreservat Schorfheide-Chorin sowie an das Oderbruch, den größten Binnenpolder Deutschlands.
Die höchste Erhebung des hügeligen und waldreichen Gebietes ist der Semmelberg (158 m ü. NHN) bei Bad Freienwalde (Oder). Für brandenburgische Verhältnisse extrem reliefreich sind die dort liegenden saalezeitlichen Stauchungsgebiete. Mit Höhenunterschieden von deutlich mehr als 100 Meter auf weniger als 1 km Horizontalentfernung ist das Gebiet unmittelbar südlich von Bad Freienwalde das reliefstärkste in Brandenburg. Verstärkend für das Relief wirkte dort die Bildung von Trockentälern am Ende der Weichseleiszeit.

## Geschichte
Geschichtlich werden die nördlichen Quellen der Märkischen Schweiz bereits im 17. Jahrhundert unter dem Großen Kurfürsten erwähnt, der wegen ihrer großen Heilkraft in Freienwalde an der Oder den Beginn der Bäderzeit einleitete. Auch heute noch lässt sich dies anhand der Bäderarchitektur des Ortes deutlich erkennen.
1854 schwärmte der Leibarzt von König Friedrich Wilhelm IV. von Preußen Schönlein von einem Ort, „an dem die Lunge auf Samt geht“.
Seit den 1920er Jahren wurde Bad Freienwalde (Oder) zu einem beliebten Wintersportort der Berliner Bevölkerung.

## Gewässer

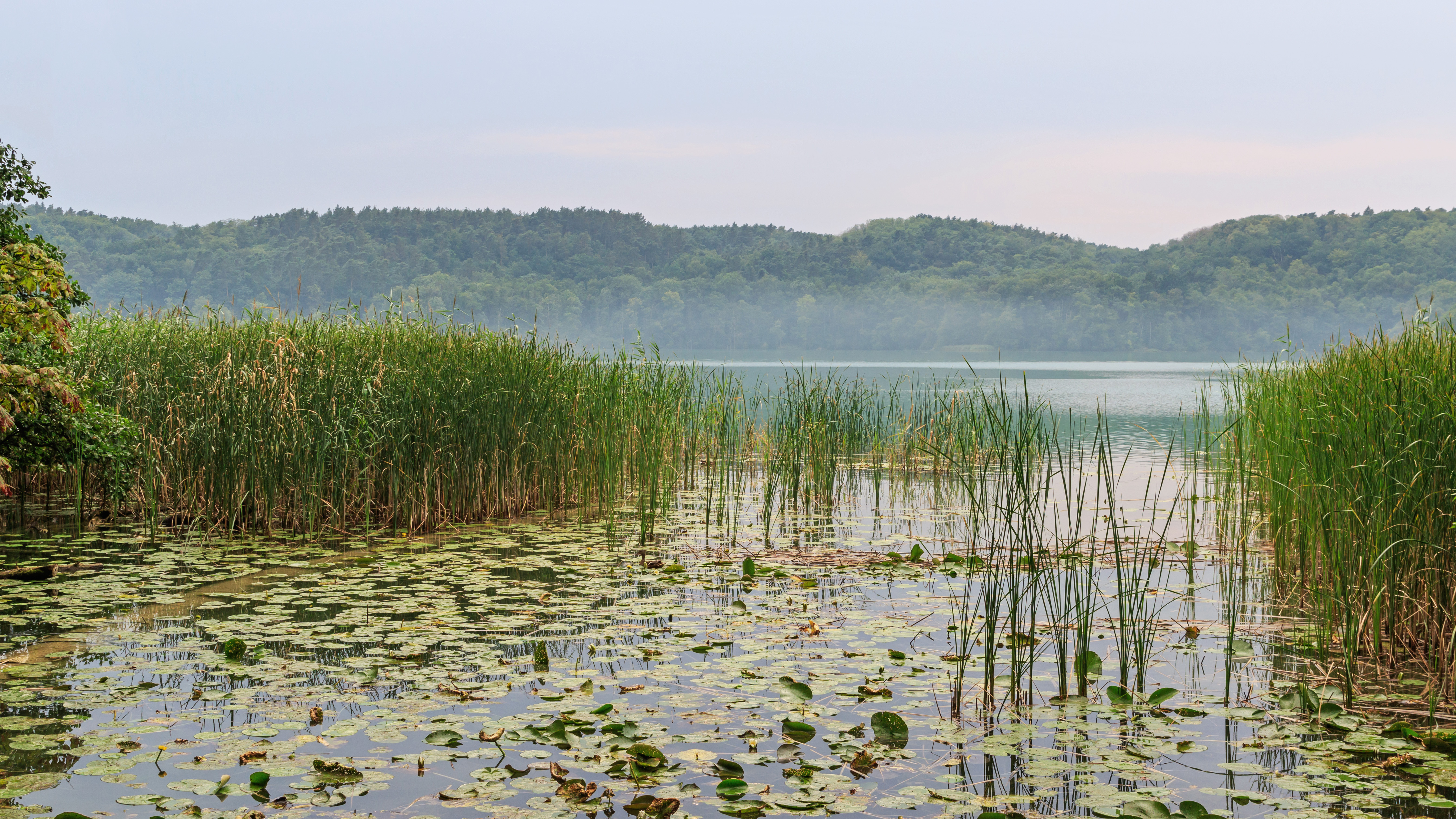
Schermützelsee bei Buckow

Das größte Fließgewässer im Süden der Märkischen Schweiz ist der Stobber. Der Bach entspringt auf der Nordsee-Ostsee-Wasserscheide, sodass er zwei Fließrichtungen und Mündungen hat. Sein Scheitelbereich mit der Pseudobifurkation liegt in 48 m ü. NHN im Niedermoorgebiet Rotes Luch. Der kürzere südwestliche Teil vereinigt sich nach rund 6 Kilometern zwischen dem Maxsee und dem Liebenberger See mit dem aus dem Maxsee kommenden Mühlenfließ zur Löcknitz, die über den Flakensee und Dämeritzsee in die Spree und damit über die Havel und Elbe in die Nordsee entwässert. Dieser kürzere Teil des Stobber wird zur Unterscheidung heute zumeist als Stobberbach oder Stöbberbach bezeichnet; bis in das 19. Jahrhundert hieß dieser Wasserlauf Köpernitz. Der 25 Kilometer lange nordöstliche Hauptteil fließt vom Roten Luch durch Buckow zum Oderbruch. Er vereinigt sich bei Altfriedland mit dem Quappendorfer Kanal zum Friedländer Strom, dessen Wasser über die Alte Oder, die Hohensaaten-Friedrichsthaler Wasserstraße und die Oder im Stettiner Haff der Ostsee zugeführt wird. Die Alte Oder ist auch jener Fluss, welcher die Märkische Schweiz im Osten und Norden abgrenzt. In sie münden die zahlreichen klaren Bäche des Hohen Barnim, welche in den zentralen und nördlichen Bereichen der Märkischen Schweiz entspringen.

## Tourismus

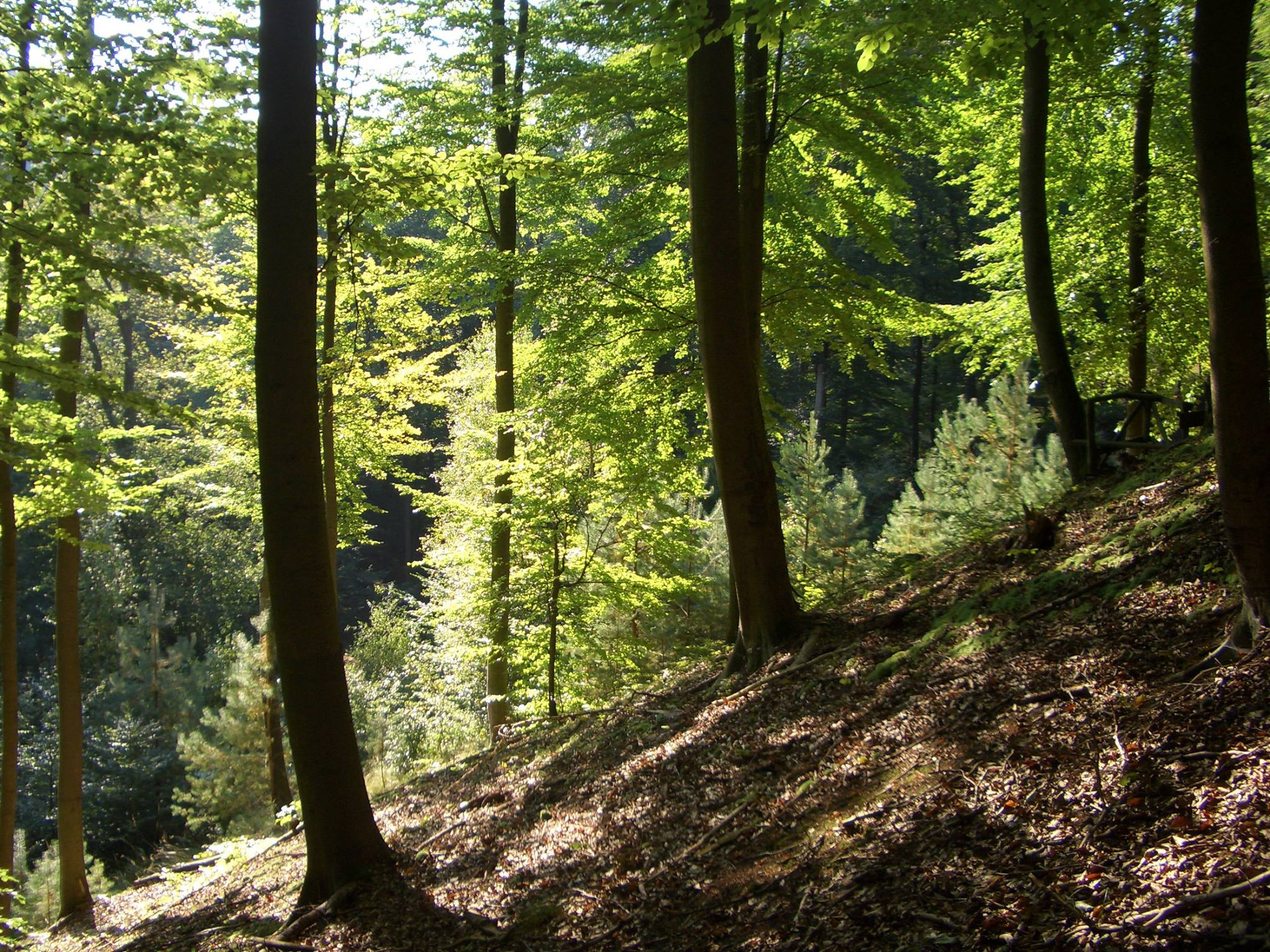
Höhenunterschiede von über 100 m auf kürzester Distanz wie hier in Bad Freienwalde (Oder)

Als touristischer Mittelpunkt im Süden der Märkischen Schweiz gilt traditionell die innerhalb des Naturparks Märkische Schweiz gelegene Stadt Buckow, ein Kneippkurort. Im Norden ist es die Stadt Bad Freienwalde (Oder), zugleich der älteste Kurort der Mark Brandenburg und Moorheilbad.
In der Märkischen Schweiz besteht heute der nördlichste Trainingsstandort des Deutschen Skiverbandes. Entlang der Trockentäler befindet sich auch die einst längste Naturrodelbahn des Norddeutschen Tieflandes. Auf einer Länge von 870 m werden etwa 80 Höhenmeter überwunden.

## Sonstiges

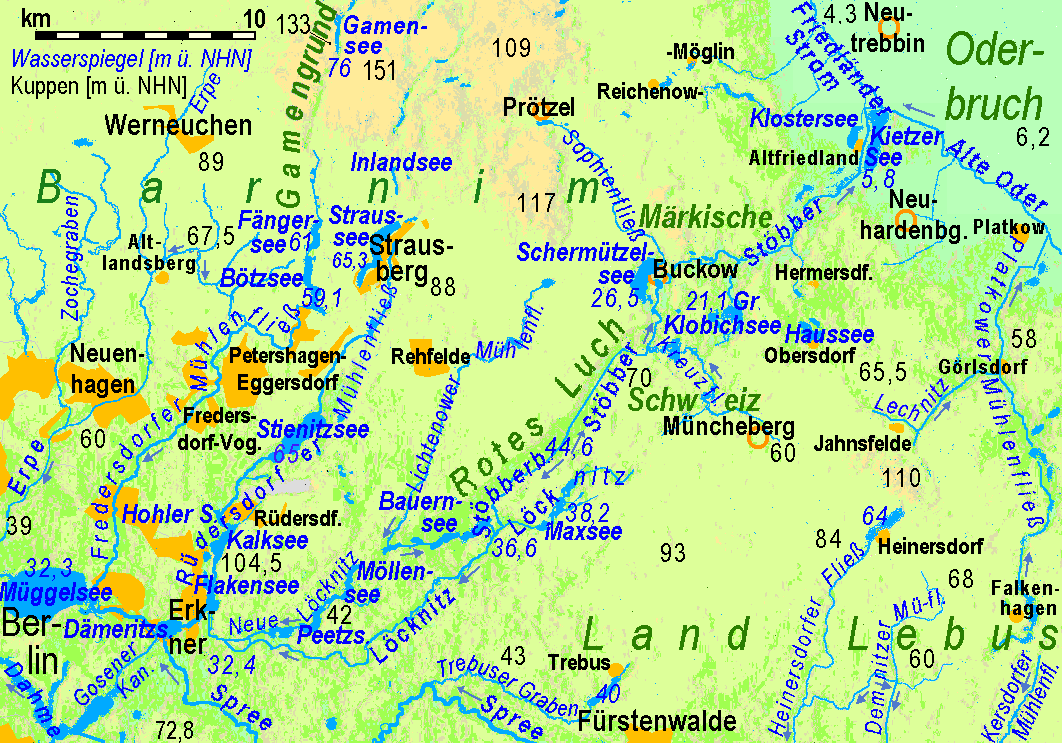
Naturpark Märkische Schweiz zwischen Berlin und dem Oderbruch

Theodor Fontane beschrieb die Region in den Wanderungen durch die Mark Brandenburg wie folgt:

„Wo liegt denn nun aber die wirkliche Märkische Schweiz? Wir werden uns einen Dualismus, wie auch sonst wohl, gefallen lassen müssen. Freienwalde ist immerhin eine Dame, Buckow ist eine ländliche Schönheit, die mit nacktem Fuß in den See tritt und unter Weidenzweigen ihr Haar flicht. Nun wähle jeder nach seinem Sinn“